# Hanns Heinz Ewers
Hanns Heinz Ewers (3 de noviembre de 1871 en Düsseldorf - 12 de junio de 1943 en Berlín) fue un actor, poeta, filósofo y escritor alemán, conocido especialmente por varias novelas y relatos. Aunque escribió obras de una amplia variedad de géneros, es conocido principalmente por sus relatos de terror, especialmente por su trilogía de novelas sobre las aventuras de Frank Braun, un personaje en el que se inspiró a partir de sí mismo. La más conocida de ellas es la segunda novela, Alraune (mandrágora , en alemán) (1911)

## Carrera

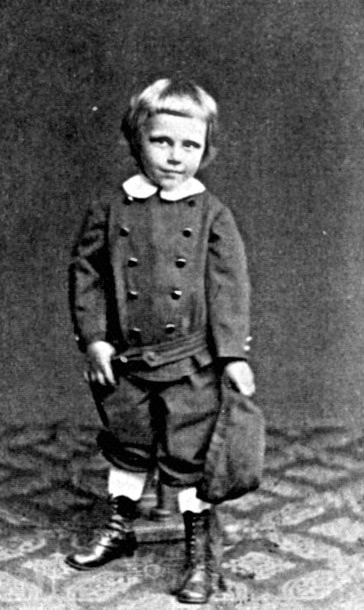
Hanns Heinz Ewers con 4 años

Hanns Heinz Ewers nació en Düsseldorf en 1871 en una familia acomodada de artistas, y según él mismo fue un niño travieso, transgresor e insensato que trataba continuamente de poner a prueba sus límites. Solía firmar su correspondencia con seudónimos del tipo "Su querida ovejita carnívora."
Hans Heinz Ewers comenzó a escribir poesía con 17 años. El primero de sus poemas publicados fue un obituario dedicado al emperador Federico III de Alemania.
Ewers consiguió su Abitur en marzo de 1891. Entonces se presentó voluntario en el ejército y se unió al Kaiser-Alexander-Gardegrenadier-Regiment No. 1, pero fue licenciado 44 días después debido a su miopía.
La carrera literaria de Ewers comenzó con un volumen de versos satíricos, título Un libro de fábulas, publicado en 1901. Ese mismo año colaboró con Ernst von Wolzogen en la creación de un teatro literario de vaudeville antes de formar su propia compañía teatral, con la que viajó por Europa Central y Oriental antes de que los gastos y la interferencia constante de los censores le llevaran a abandonar la compañía. Un gran viajero, Ewers estaba en Sudamérica cuando estalló la Primera Guerra Mundial y se trasladó a Nueva York, donde continuó escribiendo y publicando.
La reputación de Ewers como actor y escritor alemán lo convirtieron en un portavoz natural a favor del Imperio Alemán para tratar de impedir que los Estados Unidos intervinieran en la guerra como aliados de Gran Bretaña. Ewers recorrió ciudades con gran presencia de inmigrantes alemanes y recogió fondos y donaciones para la Cruz Roja de Alemania.
Durante este período estuvo envuelto en el Stegler Affair. Varias compañías navieras estadounidenses que simpatizaban con los británicos, ayudaban a identificar a los pasajeros alemanes o de ascendencia alemana que viajaban a Alemania para unirse al ejército del kaiser. Muchos fueron arrestados e internados en campos de prisioneros por la Royal Navy; finalmente los voluntarios alemanes de Estados Unidos recurrieron al uso de pasaportes falsos para llegar a Europa sin problemas. Ewers fue implicado en la trama de falsificación de pasaportes por uno de los participantes, Richard Stegler.
Después de que los Estados Unidos entraran en la Primera Guerra Mundial, Ewers fue arrestado en 1918 acusado de ser un "propagandista activo", y los servicios de espionaje de Francia y Gran Bretaña demostraron que era un agente alemán. Presentaron evidencias de sus viajes a España en 1915 y 1916 con un nombre falso utilizando un pasaporte suizo. Posteriormente se encontró en los archivos del Ministerio de Asuntos Exteriores de Alemania un documento que indicaba que Ewers pudo haber viajado a México, quizás con la intención de animar a Pancho Villa a que atacara a los Estados Unidos durante la guerra, limitando su poder militar.
Ewers se asoció con George Sylvester Viereck, hijo de una inmigrante alemana y de Louis Sylvester Viereck, supuesto hijo ilegítimo de la familia Hohenzollern.
Las actividades de Ewers como "enemigo extranjero" en Nueva York fueron documentadas por J. Christoph Amberger en la revista histórica Einst & Jetzt (1991). A partir de varios registros e informes, Amberger demuestra que Ewers viajó a Estados Unidos en compañía de "Grethe Ewers," que es identificada como su esposa, y se indica un posterior divorcio. La identidad de esta mujer indocumentada nunca ha sido establecida y no aparece en la mayoría de las biografías del autor.
Como ciudadano alemán Ewers fue enviado a un campo de internamiento en Fort Oglethorpe, Georgia. Nunca fue juzgado y fue liberado en 1921, regresando a Alemania.
La primera novela de Ewers Der Zauberlehrling (El aprendiz de brujo) fue publicada en 1910, y su traducción al inglés fue publicada en Estados Unidos en 1927. En ella presenta al personaje de Frank Braun, y sus intentos  de influenciar a un pequeño culto de cristianos evangélicos de un pueblo en las montañas de Italia para obtener ganancias financieras con resultados horripilantes. que como Ewers  escritor, historiador, filósofo y viajero con una moralidad muy influenciada por Nietzsche.habría desarrollado cabalmente.
A esta novela la siguió en 1911 Alraune, una revisión del mito de Frankenstein y del mito medieval de la mandrágora, en la que Frank Braun colabora con el Dr. Bronken para crear un homúnculo femenino o un androide orgánico, inseminando a una prostituta con el semen de un asesino ahorcado. El resultado es una joven sin moral, que comete numerosos actos monstruosos. Alraune fue influenciada por las ideas del movimiento eugenésico, especialmente el libro Degeneración de Max Nordau. En general Alraune  ha recibido buenas críticas de los historiadores de la literatura de terror, Mary Ellen Snodgrass describe la novela como "la obra maestra decadente de Ewers,"  Brian Stableford afirma que  Alraune "merece reconocimiento como la más extrema de las historias de "femme fatale". y E.F. Bleiler afirma que las escenas de Alraune ambientadas en el mundo clandestino de Berlín son las mejores partes de la novela. Fue adaptada al cine en varias ocasiones, siendo la más reciente la versión de 1952 dirigida por Arthur Maria Rabenalt con Hildegard Knef y Erich von Stroheim.
Bleiler afirma que tanto El aprendiz de brujo como Alraune destacan por la emoción provocada por el autor y que la escritura de Ewers es muy efectiva. Sin embargo, Ewers también critica que la obra de Ewers "está marcada por molesta pretenciosidad, vulgaridad y la personalidad desagradable del autor."
La tercera novela de la trilogía es Vampyr, escrita en 1921, y que trata sobre la transformación de Frank Braun en un vampiro, que se alimenta de su amante judía.
Otra novela Der Geisterseher (El vidente fantasmal) (1922), es una continuación de la novela de Friedrich Schiller del mismo nombre; obtuvo muy malas críticas.
Ewers también escribió numerosos relatos cortos, como los de Nachtmahr (Pesadilla) relacionados principalmente con la pornografía, la afición sanguinaria, torturas y ejecuciones. Entre sus historias destacan La araña (1915) una historia de magia negra; Sangre, sobre duelos con cuchillos hasta la muerte; y La ejecución de Damiens, una historia sobre la ejecución de Robert-François Damiens, un criminal francés del siglo XVIII que alcanzó cierta notoriedad por su violencia.
Ewers también publicó varias obras de teatro, poemas, cuentos de hadas, libretos de ópera y ensayos críticos. Entre ellos se encuentra Die Ameisen, traducido al inglés como El pueblo hormiga, Indiend und ich una historia sobre sus viajes a la India y un ensayo crítico de 1916 sobre Edgar Allan Poe, con el que a menudo ha sido comparado. De hecho, actualmente Ewers todavía es considerado con un autor importante en la evolución de la literatura de terror, influenciado por escritores como H. P. Lovecraft y Guy Endore. Varios ocultistas también han sido influenciados por su obra, debido a su amistad y correspondencia con Aleister Crowley. Ewers también tradujo la obra de varios escritores franceses al alemán, sobre todo la obra de Auguste Villiers de l'Isle-Adam.
Ewers también editó Galerie der Phantasten, una antología de literatura fantástica y de terror en ocho volúmenes, con la obra de Edgar Allan Poe, E. T. A. Hoffmann, Oskar Panizza, Honoré de Balzac, Alfred Kubin, Karl Hans Strobl, Gustavo Adolfo Bécquer y el propio Ewers.

## Obra cinematográfica
Ewers fue uno de los primeros críticos en reconocer el cine como una forma legítima de arte y escribió los guiones de numerosas películas, destacando El estudiante de Praga (1913), una revisión del mito de Fausto que también incluye la primera interpretación en un papel doble de un actor en la pantalla.
Horst Wessel, miembro de la misma fraternidad estudiantil que Ewers y que posteriormente se uniría al partido nazi, actuó como extra en la versión de 1926 de El estudiante de Praga, cuyo guion también escribió Ewers. Más tarde Adolf Hitler le encargaría a Ewers que escribiera una biografía de Wessel (Einer von vielen) que también se adaptaría al cine. La novela biográfica de Wessel fue muy criticada por destacar sus vicios.

## Relaciones con el Partido Nazi
Durante los últimos años de la República de Weimar, Ewers se relacionó con el naciente Partido Nazi, atraído por su ideología nacionalista, su filosofía influenciada por Nietzsche y su adoración por la cultura teutónica-germánica, uniéndose al partido en 1931. Sin embargo, pronto comenzaron los primeros roces debido a que Ewers no estaba de acuerdo con el antisemitismo del partido (el personaje literario de Frank Braun tiene una amante judía, Lotte Levi, que también es una patriota alemana) y además las tendencias homosexuales del propio Ewers acabaron con su popularidad en la dirección del partido. En 1934 la mayoría de sus obras fueron prohibidas en Alemania y sus propiedades confiscadas. Alfred Rosenberg fue el principal adversario de Ewers en el partido nazi, pero a través de sus amistades Ewers consiguió que la prohibición de su obra fuera cancelada y que se le devolvieran parte de sus propiedades. Su último libro Die schönsten Hände der Welt. (Las manos más bonitas del mundo) fue publicado por la editorial Zinnen Verlag (Múnich, Viena, Leipzig) en 1943. Ewers murió de tuberculosis ese mismo año.
A pesar de su gran influencia en la literatura de terror y fantasía del siglo XX, Ewers perdió popularidad en los círculos literarios (especialmente en Alemania, Inglaterra y Estados Unidos), debido a su asociación con los nazis. Como resultado, las ediciones de sus obras posteriores a la Segunda Guerra Mundial a menudo son difíciles de encontrar, y las ediciones anteriores son muy valoradas por los coleccionistas.

## Traducciones del siglo XXI
En marzo de 2009 Side Real Press publicó una colección en inglés de relatos cortos que incluía algunos relatos de Ewers. Le siguió una nueva traducción sin censura de Alraune que se agotó en un año. El aprendiz de brujo, la primera parte de la trilogía de Frank Braun, fue publicada por Bandel Books Online en septiembre de 2012, también sin censurar.
En España la editorial Nostromo publicó en 1975 una traducción de Mandrágora; Valdemar publicó la misma obra en 1993 así como una selección de relatos cortos del autor en el año 2014. En 2018 Valdemar publicó su novela Vampiro, inédita hasta entonces en castellano.